# Pasaporte de Brunéi
 
El pasaporte de Brunéi se expide a los ciudadanos de Brunéi con el propósito de realizar viajes internacionales.

## Validez
El pasaporte de Brunéi es válido por un período de 5 años. Para viajar al extranjero, el pasaporte debe ser válido al menos seis meses antes de la fecha de caducidad.

## Pasaporte biométrico
Desde mayo de 2008, todos los pasaportes de Brunéi son biométricos. Cuenta con un chip que almacena imágenes faciales y dactilares 
El pasaporte de Brunéi es de color rojo en la cubierta. El escudo de armas de Brunéi está en el medio del frente del pasaporte de Brunéi, con el nombre del país encima y "passport" debajo.

### Página de identificación
- Fotografía del titular del pasaporte
- Categoría del pasaporte
- Código del país
- Número de serie del pasaporte
- Apellido y nombre del titular del pasaporte
- Ciudadanía
- Fecha de nacimiento, en formato dd/mm/aaaa
- Género (M para hombres o F para mujeres)
- Lugar de nacimiento
- Fecha de emisión, en formato dd/mm/aaaa
- Firma del titular del pasaporte
- Fecha de caducidad, en formato dd/mm/aaaa

### Idiomas
La página de datos está impresa tanto en malayo como en inglés.

## Certificado de Identidad
En lugar de un pasaporte, los residentes permanentes de Brunéi apátridas tienen el derecho de obtener un Certificado Internacional de Identidad de Brunéi.

## Requisitos de visado

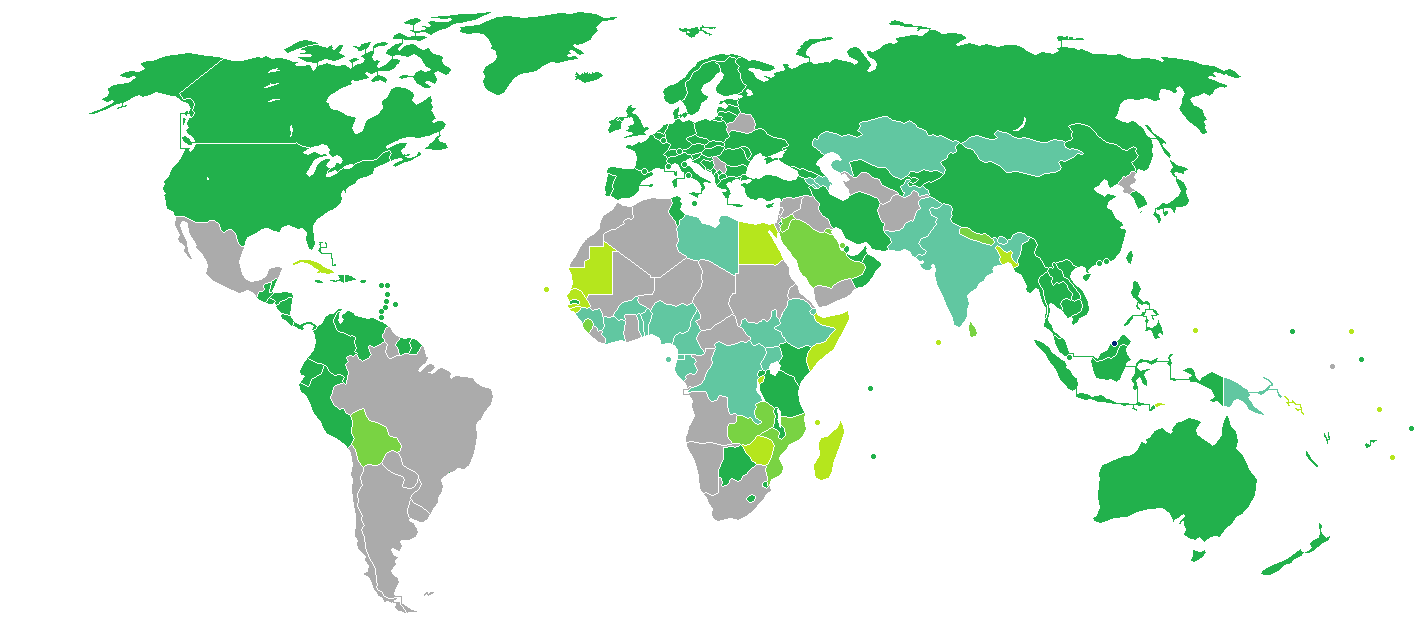
Países y territorios con entradas sin visado o con visado a la llegada para titulares de pasaportes ordinarios de Brunéi.

A fecha del 28 de septiembre de 2019, los ciudadanos de Brunéi tenían acceso sin visado o con visado a la llegada a 165 países y territorios, lo que sitúa al pasaporte de Brunéi en el puesto 21 del mundo en términos de libertad de viaje según el Índice de Pasaportes Henley.Además, el índice Passport de Arton Capital clasificó al pasaporte de Brunéi en el puesto 15 del mundo en términos de libertad de viaje, con una puntuación de destinos sin visado de 151, a fecha de octubre de 2019.
Brunéi es el único país de mayoría musulmana cuyos ciudadanos pueden ingresar a Estados Unidos sin necesidad de solicitar un visado previo, aunque necesitan realizar una solicitud previa por el ESTA.